# Aixurdan III
Aixurdan III o Aššurdān III va ser rei d'Assíria. Segons la Llista dels reis d'Assíria era fill d'Adadnirari III i successor del seu germà Salmanassar IV. Va regnar uns 18 anys, del 773 aC al 755 aC. El regnat està ben datat mercès a un eclipsi esmentat a les cròniques assíries. En el seu regnat la decadència d'Assíria es va accelerar. La influència principal a la cort la tenia ara el comandant en cap (tartan o turtanu) Xamxi-Ilu.
El primer any de regnat va dirigir una expedició a Damasc i al país anomenat Khatarika a Síria. El 771 aC va fer una expedició a Babilònia que es va repetir el 767 aC. El 765 aC una plaga va assolar el país, i el 764 aC no es va poder organitzar l'expedició anual habitual. El 763 aC va esclatar una revolta iniciada a Assur, per causes desconegudes, potser l'intent d'un pretendent d'ocupar el tron, però va ser sufocada. El mateix any la llista de limmu registra l'eclipsi esmentat (en el mes de Sivan); va seguir poc temps després una revolta religiosa a la província d'Arrapkha que va dominar el 759 aC quan una nova plaga (una pesta) va assolar el país. El mateix 759 aC i 758 aC va esclatar una altra revolta a Guzanu, al Khabur. El 755 aC els assiris van tornar a Khatarika.
A la seva mort el va succeir el seu germà Aixurnirari V.